# Comtat d'Évreux
El comtat d'Évreux fou un estat feudal del ducat de Normandia creat pel duc Ricard I de Normandia amb la comarca d'Évreux (l'Évrecin) per defensar la frontera a la zona contra els senyors de Belleme i els comtes de Chartres. El va donar al seu fill bastard Robert I el 989. Va passar a la corona francesa el [22 de maig] del 1200 pel tractat de Goulet i després fou donat a un príncep francès. Finalment fou un ducat pairia el 1569.

## Llista de comtes i ducs
- Robert el Danès 989-1037 (arquebisbe de Reims)
- Ricard d'Évreux (fill) 1037-1067
- Guillem (fill) 1067-1118
- Agnès (germana) 1118-?
- Amauri I (III) de Montfort (marit) 1118-1137
- Amauri II (IV) (fill) 1137-1140
- Simó III de Montfort (I) el Calb (germà) 1140-1181
- Amauri III de Montfort (V) (fill) 1181-1182
- Amaurí IV de Montfort (VI) (fill) 1182-1195
- Ocupat per Felip August 1195-1196
- Joan Sense Terra 1196-1200, Amauri IV renuncia el 1200
- Simó IV de Montfort (II) (germà d'Amauri III) reclama 1200-1218
- A la corona 1200-1298
- Lluís de França (germà de Felip IV de França) 1298-1319
- Felip III Evreux (fill, rei de Navarra) 1319-1343
- Carles II de Navarra (fill, rei de Navarra) 1343-1349
- Confiscació per la corona 1349-1378
- Carles III de Navarra (fill de Carles el Dolent) 1378-1404
- Cedit a la corona a canvi d'una renda 1404
- A la corona 1404-1405
- Joan Stuart conestable de França 1405-1424
- A la corona 1424-1569
- Ducat pairia 1569
- Francesc de França (germà de Carles IX de França) 1569-1584 (duc d'Alençon)
- A la corona 1584-1651
- Frederic Maurici de la Tour d'Auvergne, duc de Bouillon, vescomte de Turena, etc. 1651-1652
- Jofré Maurici (fill) 1652-1721
- Manel Teodosi (fill) 1721-1730
- Carles Jofré (fill) 1730-1771
- Jofré III Carles Enric (fill) 1771-1789 (mort 1792)
- Suprimit per la revolució